# Hualpencillo
Hualpencillo es un sector perteneciente a la comuna chilena de Hualpén, perteneciente a la zona metropolitana del Gran Concepción, en la Provincia de Concepción, Región del Biobío.
Fue construido en torno al Club Hípico de Concepción, y a un lado de la antigua estación Los Perales. Cercano al Club Hípico, se desarrollaron actividades aeronáuticas que derivaron en lo que fue el Aeródromo de Hualpencillo. Luego, se construyó en su reemplazo el Aeropuerto Carriel Sur. En las inmediaciones del antiguo aeropuerto se construyeron las antiguas poblaciones LAN-A, LAN-B Y LAN-C, las que unidas a otras poblaciones y a algunas tomas de terreno, fueron formando este populoso sector de la actual comuna de Hualpén. Ha sido un sector de expansión urbana, que creció considerablemente entre las décadas de 1980 y 1990, paso clave para generar la conurbación de las comunas de Concepción y Talcahuano, generando el llamado Gran Concepción.

## Etimología
Su nombre significa «mirar alrededor»; palabra de origen mapuche compuesta por las voces «wall», alrededor y «pen», ver, encontrar; asociado a la vista que se tiene desde los dos cerros conocidos como «Tetas del Biobío», debido a la planicie del valle; también se señala con el nombre de un antiguo lonco que vivió en el siglo XVI. Con el tiempo a dicho sector se le llamó «Hualpencillo», que vendría a significar «Pequeño vigía» o «Pequeño centinela».
Muchos años después, al momento de la fundación de la comuna, se optó por eliminar el diminutivo «-illo», quedando establecido el nombre oficial de la comuna como «Hualpén». Hualpencillo actualmente lleva el nombre de un sector de dicha comuna.

## Límites
- Por el norte: Camino a Lenga y Avenida Las Golondrinas
- Por el este: Autopista Concepción-Talcahuano
- Por el sur: Avanida Jorge Alessandri
- Por el oeste: La mitad del río Bio-Bio

## Poblaciones
- LAN - A
- LAN - B
- LAN - C
- LAN - Price
- Las Cuatro Esquinas
- Perla del Bío-Bío
- Parque Central
- Valle Santa María
- Villa Acero
- Aurora de Chile
- Armando Alarcón del Canto
- Diego Portales
- Dinahue
- Patricio Aylwin
- La Floresta I,II,III
- Críspulo Gándara I,II y III
- 18 de septiembre (La emergencia, La "EME")
- Chile Barrios
- Irene Frei
- Arturo Prat
- Villa empar
- El Triángulo
- Parque residencial Bío-Bío
- Las Peñuelas
- España
- Cabo Aroca

## Viviendas
Es un sector bastante heterogéneo, las viviendas se diferencian de acuerdo a las poblaciones y conjuntos residenciales, en los que se encuentran.
Una de las poblaciones más importantes de Hualpencillo es la Población Armando Alarcón del Canto, donde se ubica el centro del sector y la comuna de Hualpén: el Cerro Amarillo. Desde arriba se puede observar todo Hualpén, Concepción y parte de Talcahuano, además del río Biobío. En los últimos años el Cerro Amarillo, ha sido objeto de múltiples mejoras en sus áreas verdes, paisajismo y equipamiento, constituyendo un parque.
También se encuentran otras poblaciones y villas.

## Comercio
En este sector se encuentran varios microcentros comerciales, algunos propios de cada población.
Existe un hipermercado Mayorista 10, con locales comerciales asociados y el supermercado Unimarc ubicado a un costado del cerro amarillo.

## Servicios
Este sector cuenta actualmente con los siguientes servicios e instituciones públicas. Estos han ido aumentando paulatinamente, para cubrir las necesidades de la comunidad de este sector.

### I. Municipalidad de Hualpén
Desde 2004 La I. Municipalidad de Hualpén cuenta con sus oficinas principales y algunas de sus reparticiones, ubicadas al costado del Hipermercado Mayorista 10, al sur del Club Hípico de Concepción. 

### Carabineros de Chile - Cuarta Comisaría Hualpén
En Avenida Alemania 2485, se encuentra ubicada la Cuarta Comisaría Hualpén, que es dependiente de la Prefectura de Talcahuano (comunas de Talcahuano, Tomé, Penco y Hualpén).
Desde 2005, tiene como jurisdicción la comuna de Hualpén.

### Centro de Salud Familiar (CESFAM) Hualpencillo
Este Centro de Salud Familiar, antiguamente Consultorio Hualpencillo se encuentra ubicada en Avenida Alemania S/N. Sirve a todo el sector de Hualpencillo. Hasta 2004, dependía de él la Unidad de Salud Familiar (USAF) Esmeralda, pero ahora depende del CESFAM Paulina Avendaño Pereda en las Higueras.

### Registro Electoral - Junta Inscriptora Hualpén
Ubicada en Avenida Bélgica 1536, en la Población Armando Alarcón del Canto. Hasta 2004, se llamaba Junta Inscriptora Hualpencillo, y abarcaba la zona sur de la comuna de Talcahuano.
En 2004 cambia de nombre y su jurisdicción al concentrar la joven comuna de Hualpén. Para las poblaciones del sector Medio Camino, se abre la Junta Inscriptora Medio Camino.

### Servicio de Atención Primaria de Urgencia (SAPU) Hualpencillo
Esta unidad se encuentra Ubicada en Avenida Alemania S/N

## Transporte

### Transporte ferroviario
En la esquina de Avenida Arteaga Alemparte con el Paso Superior Las Golondrinas, se encuentra la bioestación Universidad Técnica Federico Santa María, del sistema Biotrén.

### Transporte licitado y local
Por Avenida Cristóbal Colón corren buses del transporte licitado al Puerto y al centro de Concepción.
Por Avenida Las Golondrinas y Avenida Gran Bretaña también corren buses del transporte licitado. Algunos microbuses que circulan por el sector son: Nueva Sotrapel, Ruta Las Playas, Las Golondrinas, Buses Mini Verde, Mini Buses Hualpencillo, Flota Las Lilas, Flota Centauro, Buses Tucapel, Buses Puchacay y Vía Del Sol.

## Vialidad

### Ejes principales
- Avenida Cristóbal Colón
- Avenida Las Golondrinas
- Avenida Gran Bretaña
- Avenida Arteaga Alemparte, antiguo Camino de los Carros
- Avenida Grecia
- Avenida Alemania
- Avenida Yugoslavia
- Avenida La Reconquista
- Calle Finlandia
- Calle Potsdam
- Calle Cañete
- Calle Bulgaria
- Calle Bremen
- Calle Suiza